# 城野駅 (北九州高速鉄道)
城野駅（じょうのえき）は、福岡県北九州市小倉南区富士見三丁目にある、北九州高速鉄道（北九州モノレール）小倉線の駅。駅番号は「06」。

## 概要
北九州モノレールの駅としては小倉南区内で最も北に位置する。JR城野駅からは徒歩で10分ほどの距離にある。当駅と片野駅とのおよそ中間地点でJR日豊本線をオーバークロスし、また駅舎は国道322号・城野アンダーパス上にある。

## 歴史
- 1985年（昭和60年）1月9日：開業[1]。
- 2015年（平成27年）10月1日：ICカード「mono SUGOCA」の利用が可能となる[2]。

## 駅構造
相対式ホーム2面2線のを持つ高架駅である。

### のりば
| 番線 | 路線    | 行先       |
| ---- | ------- | ---------- |
| 1    | ■小倉線 | 企救丘方面 |
| 2    | ■小倉線 | 小倉方面   |

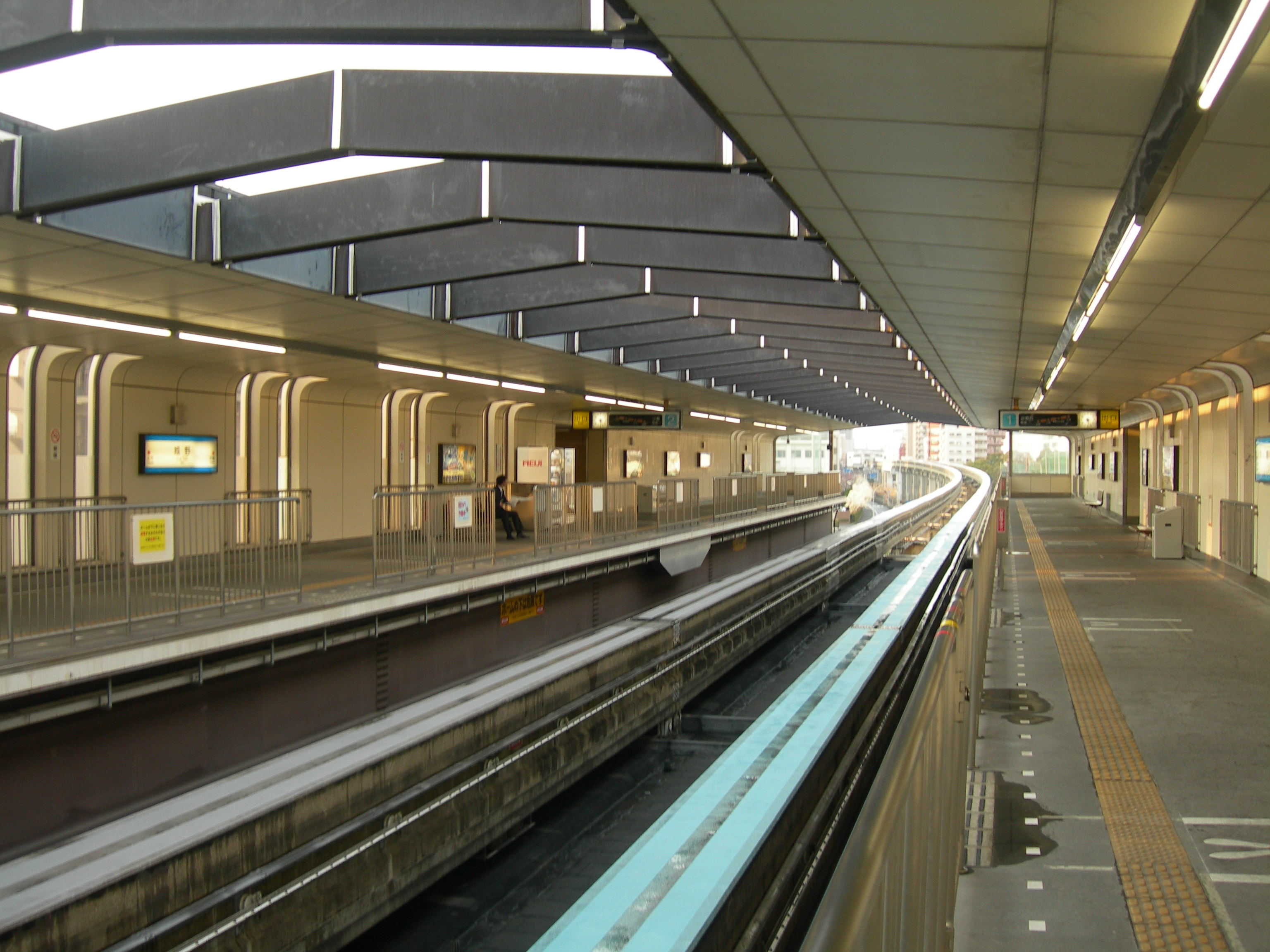
ホーム（2008年3月）

## 利用状況
周辺には住宅街が広がっているが、商店は少ない。駅近くには福岡県立小倉商業高等学校が立地するものの2019年度の1日平均乗降人員は2,180人であり、これは北九州モノレールの駅の中で最も少ない。

## 駅周辺
- JR城野駅 - 日豊本線・日田彦山線 ※当駅からは徒歩で約15分程度（約800 m）かかる。
- 福岡県立小倉商業高等学校
- 福岡県立小倉南高等学校
- 北九州市立城南中学校
- 北九州市立城野小学校
- 北九州総合病院
- 福岡銀行城野支店
- 北九州銀行城野支店
- 西日本シティ銀行城野支店

## 隣の駅
北九州高速鉄道
■小倉線
片野駅(05) - 城野駅(06) - 北方駅(07)